# Francoaceae
Francoaceae es una pequeña familia de plantas perteneciente al orden Geraniales.  
Son plantas herbáceas perennes, caracterizados por sus hojas alternas y pecioladas agrupadas en la base. Las láminas de las hojas son enteras o divididas. Las flores son hermafroditas y sus frutos son cápsulas con muchas semillas.
Son nativas de Chile. Francoa sonchifolia puede alcanzar hasta un metro de altura agrupadas en una roseta basal con hojas lobuladas de color verde oscuro; las flores, pequeñas, se agrupan en densos racimos que son rosados con los tallos rojos, aparecen en verano y se marchitan rápidamente. Tetilla hydrocotylaefolia DC. recibe los nombres de culantrillo de Chile, teta de cabra y tetilla.